# Jan Cífka
Jan Cífka (ur. 12 kwietnia 1909 w Czeskich Budziejowicach, zm. 21 sierpnia 1978) – czechosłowacki narciarz klasyczny, olimpijczyk z Lake Placid (1932).
W 1932 wystąpił na igrzyskach olimpijskich w Lake Placid. Wziął udział we wszystkich konkurencjach zaliczanych do narciarstwa klasycznego – w dwóch biegach narciarskich oraz w konkursach skoków narciarskich i kombinacji norweskiej. Najlepszy rezultat osiągnął w dwuboju – zajął 11. miejsce. Ponadto był 14. w biegu na 50 km, 22. w biegu na 18 km i 24. w skokach narciarskich.
W 1931 roku wziął udział w mistrzostwach świata w Oberhofie. W biegach narciarskich zajął 15. miejsce na dystansie 50 km, uzyskując czas 4:27,22. Do zwycięzcy zawodów, Ole Stenena, stracił 35 min 22 s. Uczestniczył również w kolejnych mistrzostwach świata w narciarstwie klasycznym, rozegranych w 1933 roku w Innsbrucku. W biegu narciarskim na 50 km uplasował się na 10. miejscu, uzyskując czas 4:38:27,2, czyli o 24 min 38 s gorszy od zwycięzcy, Veli Saarinena.

## Osiągnięcia

### Igrzyska olimpijskie – biegi narciarskie
| Data           | Miasto      | Dystans biegu | Czas biegu | Strata | Miejsce |
| -------------- | ----------- | ------------- | ---------- | ------ | ------- |
| 10 lutego 1932 | Lake Placid | 18 km         | 1:38:24    | +15:17 | 22.     |
| 13 lutego 1932 | Lake Placid | 50 km         | 5:01:50    | +33:50 | 14.     |

### Igrzyska olimpijskie – kombinacja norweska
| Data              | Miasto      | Dystans biegu | Bieg    | Bieg   | Skok 1 | Skok 1 | Skok 2 | Skok 2 | Nota łączna | Strata | Miejsce |
| Data              | Miasto      | Dystans biegu | Czas    | Nota   | Skok   | Nota   | Skok   | Nota   | Nota łączna | Strata | Miejsce |
| ----------------- | ----------- | ------------- | ------- | ------ | ------ | ------ | ------ | ------ | ----------- | ------ | ------- |
| 10–11 lutego 1932 | Lake Placid | 18 km         | 1:38:24 | 186,00 | 43,0   | 86,8   | 49,0   | 94,4   | 367,20      | 78,8   | 11.     |

### Igrzyska olimpijskie – skoki narciarskie
| Data           | Miasto      | Skocznia | Skok 1 | Skok 1 | Skok 2 | Skok 2 | Nota łączna | Strata | Miejsce |
| Data           | Miasto      | Skocznia | Skok   | Nota   | Skok   | Nota   | Nota łączna | Strata | Miejsce |
| -------------- | ----------- | -------- | ------ | ------ | ------ | ------ | ----------- | ------ | ------- |
| 12 lutego 1932 | Lake Placid | duża     | 47,0   | 84,0   | 51,0   | 88,5   | 172,5       | 55,6   | 24.     |